# Centericq
Centericq är en textbaserad snabbmeddelandeklient som bygger på öppen källkod. Centericq fungerar med följande protokoll: ICQ, Yahoo!, AIM, IRC, MSN, Gadu-Gadu och Jabber.